# Eugênia de Bourbon
Eugênia de Jesus de Bourbon e Vargas (Miami, 5 de março de 2007) é a filha primogênita do pretendente legitimista ao trono de França, Luís Afonso de Bourbon (aclamado por seus partidários como Luís XX, Rei de França e Navarra), e de sua esposa, Maria Margarida de Bourbon. É também tataraneta de Francisco Franco e de Afonso XIII de Espanha (Afonso II, para os legitimistas).

## Biografia

### Infância
Eugênia é a filha primogênita do matrimônio entre Luís Afonso de Bourbon e Maria Margarida de Bourbon, nascida aos 5 de março de 2007 em Miami, quando o casal ducal ainda residia nos Estados Unidos, tendo a princesa dupla cidadania: francesa e espanhola. Seu nome foi escolhido em homenagem à sua tataravó, Vitória Eugênia de Battenberg, o qual foi derivado do de sua madrinha, Eugênia de Montijo, consorte de Napoleão III. Foi batizada em 1 de junho do mesmo ano pelo então núncio apostólico na França, Fortunato Baldelli (posteriormente cardeal), na nunciatura apostólica de Paris. Seus padrinhos são Carlos Emanuel de Bourbon-Parma e Constança de Ravinel, príncipes de Parma. Eugênia fez sua primeira-comunhão em 4 de junho de 2016 na capela do Convento das Descalças Reais, em Madri, onde estão sepultados seu avô, Afonso de Bourbon, e seu tio, Francisco de Assis de Bourbon, falecido ainda na infância. Ela é a irmã mais velha dos gêmeos Luís, Delfim de França e Duque da Borgonha, e Afonso, Duque de Berry, nascidos aos 28 de maio de 2010, e de Henrique, Duque de Turene, nascido em 1 de fevereiro de 2019.

### Vida pessoal
Em 30 de novembro de 2024, Eugênia foi apresentada à alta sociedade europeia durante o Le Bal des Débutantes, evento filantrópico da aristocracia parisiense, no Shangri-La Hotel, em Paris. Ela abriu o baile com uma valsa pai e filha, tendo usado um diadema de diamantes de estilo Art déco avaliado em 100 mil euros e um vestido que sua mãe usou no casamento de Alberto II de Mônaco com Charlene Wittstock. A princesa foi escoltada pelo arquiduque Carlos Constantino de Habsburgo-Lorena, neto de Oto de Habsburgo e, portanto, bisneto do último imperador austro-húngaro, Carlos I. Ela foi uma das duas espanholas a serem apresentadas como debutantes.

### Herança nobiliárquica
Devido à lei sálica, componente das leis fundamentais do Reino de França, Eugênia não pode ser herdeira do trono francês. Ela é considerada pelos legitimistas como uma Filha de França e, sendo a mais velha das filhas solteiras do rei, ela possui o título de Madame Real.

## Títulos e honras

### Títulos
Os títulos usados pelos membros da Casa de Bourbon não têm existência legal na República Francesa e são considerados títulos de cortesia concedidos pelo chefe da casa.
- Desde 5 de março de 2007: Sua Alteza Real, a Madame Real.